# Uncinia brevicaulis
Uncinia brevicaulis là loài thực vật có hoa trong họ Cói. Loài này được (Thouars) Kunth miêu tả khoa học đầu tiên năm 1837.